# Bledudo
Bledudo est un roi légendaire du royaume de l'île de Bretagne (actuelle Grande-Bretagne), qui est mentionné par Geoffroy de Monmouth dans son Historia regum Britanniae (vers 1135).

## Contexte
Bledudo est selon  Geoffroy de Monmouth le 13e des 25 souverains qui règnent entre la mort de Katellus [Cadell ap Geraint] et Heli [Beli Mawr]. Il succède à  Merianus [Meirion] et il a comme successeur Cap. Rien d'autre n'est indiqué sur son règne Bleiddud est la forme galloise de son nom utilisée dans le Brut y Brenhinedd.

## Source
- Geoffroy de Monmouth Histoire des rois de Bretagne, traduit et commenté par Laurence Mathey-Maille, Édition Les belles lettres, coll. « La roue à livres », Paris, 2004,  (ISBN 2-251-33917-5)
- (en) Peter Bartrum, A Welsh classical dictionary: people in history and legend up to about A.D. 1000, Aberystwyth, National Library of Wales, 1993, p. 52 BLEIDDUD II, fictitious king of Britain. (Second century B.C.).